# Mantidactylus betsileanus
Mantidactylus betsileanus es una especie de anfibios de la familia Mantellidae.
Es endémica de Madagascar.
Su hábitat natural incluye bosques bajos y secos, montanos tropicales o subtropicales secos, ríos, marismas de agua dulce, corrientes intermitentes de agua dulce, tierra arable, jardines rurales, zonas previamente boscosas ahora muy degradadas y tierras agrícolas inundadas en algunas estaciones.